# Peter Pekarík
Peter Pekarík (ur. 30 października 1986 w Żylinie) – słowacki piłkarz grający na pozycji obrońcy w niemieckim klubie Hertha BSC oraz w reprezentacji Słowacji. Uczestnik Mistrzostw Świata 2010 oraz Mistrzostw Europy 2016, 2020 i 2024.

## Życiorys

### Kariera klubowa
Był zawodnikiem słowackich klubów: FK ZTS Dubnica i MŠK Žilina. W latach 2009–2012 występował w niemieckim klubie VfL Wolfsburg, skąd wypożyczony był do tureckiego klubu Kayserispor za 150 tys. euro.
31 sierpnia 2012 podpisał kontrakt z niemieckim klubem Hertha BSC, umowa do 30 czerwca 2020; bez odstępnego. 

### Kariera reprezentacyjna
Był reprezentantem Słowacji w kategorii wiekowej U-21.
W seniorskiej reprezentacji Słowacji zadebiutował 10 grudnia 2006 na stadionie Stad madina Zajid ar-rijadijja (Abu Zabi, Zjednoczone Emiraty Arabskie) w meczu towarzyskim przeciwko reprezentacji Zjednoczonych Emiratów Arabskich.     

## Sukcesy

### Klubowe

#### MŠK Žilina
- Zwycięzca I ligi: 2006/2007
- Zwycięzca w Superpucharze Słowacji: 2006/2007
- Zdobywca drugiego miejsca w Superpucharze Słowacji: 2007/2008

#### VfL Wolfsburg
- Zwycięzca Bundesligi: 2008/2009

#### Hertha BSC
- Zwycięzca 2. Fußball-Bundesliga: 2012/2013

### Reprezentacyjne

#### Słowacja
- Zwycięzca w Pucharze Króla Tajlandii: 2018